# New Sweden, Texas
New Sweden är ett litet kommunfritt område i nordöstra Travis County, Texas, USA.

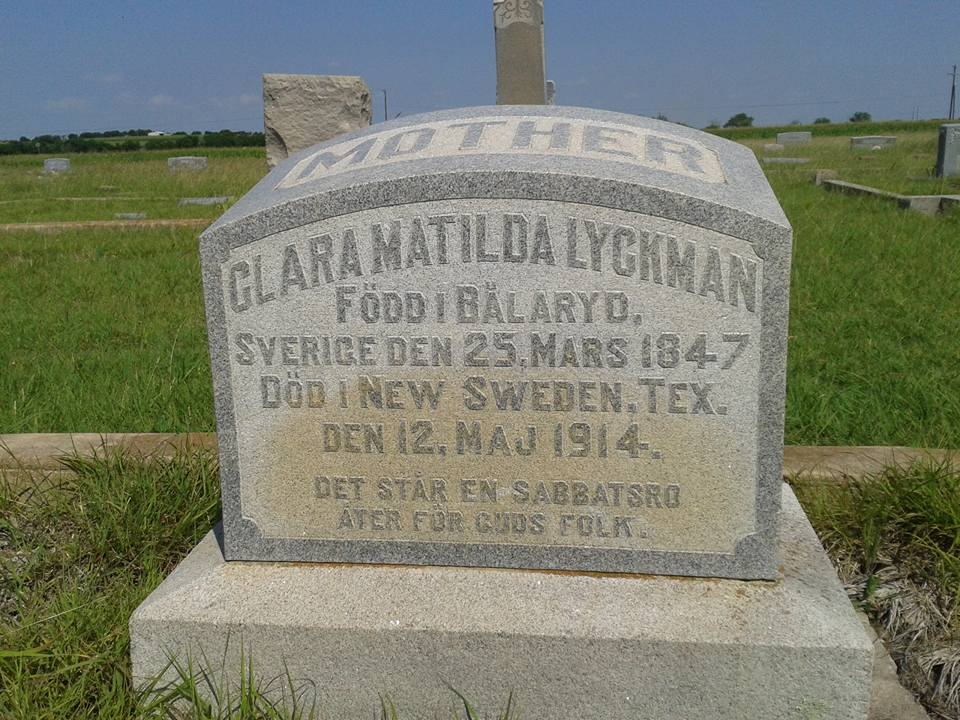
Gravsten på svenska i New Sweden, Texas.

Samhället grundades 1873, under namnet Knight's Ranch. Den första evangelisk-lutherska församlingen startades den 23 februari 1876, och först kallades platsen Manor fram till 1887, då namnet New Sweden antogs, i samband med skapandet av New Sweden Lutheran Church. Bomullstillverkning började 1882, och ett postkontor invigdes 1887.

### Fotnoter
1. ↑  Swedes In Texas In Pictures and Words